# Ludwig Feuerbach und der Ausgang der klassischen deutschen Philosophie

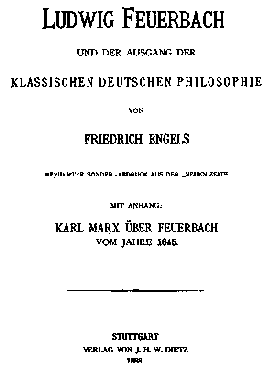

Ludwig Feuerbach und der Ausgang der klassischen deutschen Philosophie ist eine erstmals 1886 veröffentlichte Schrift Friedrich Engels’. Nach Engels soll das Werk die schon 40 Jahre zuvor, in der zu Lebzeiten Marx’ und Engels unveröffentlichten Schrift „Die deutsche Ideologie“, unternommene Aufgabe erledigen, sich mit der deutschen Philosophie aus einer materialistischen Position heraus kritisch auseinanderzusetzen. Dabei betonte Engels vor allem die Bedeutung Hegels und Ludwig Feuerbachs für die eigenen Theorien.
Hegels konservatives System müsse von seiner revolutionären Methode der Dialektik unterschieden werden. Feuerbach habe sich zu Recht gegen Hegels idealistisches System gewandt und die „Grundfrage der Philosophie“ – das Verhältnis von Denken und Sein – materialistisch beantwortet. Dabei habe Feuerbach aber auch Hegels dialektische Methode verworfen, weswegen seine Auffassung vom Menschen und der Natur abstrakt und unhistorisch bleiben musste.
Erst Marx bewahrte das „Rationelle“ der dialektischen Methode und befreite sie von ihrer idealistischen Gestalt. Dialektik sei bei ihm nicht mehr Selbstbewegung des Begriffs, sondern die reale Bewegung in Natur und Geschichte.

## Veröffentlichungsgeschichte
Geschrieben wurde die etwa 50 Seiten lange Schrift Anfang 1886, erstmals veröffentlicht wurde sie im selbigen Jahr in „Die Neue Zeit“, Nr. 4 und 5. 1888 wurde ein revidierter Sonderabdruck von Johann Heinrich Wilhelm Dietz in Stuttgart herausgegeben, der eine kurze Vorbemerkung Engels enthielt. In dieser Edition wurden auch erstmals die von Marx 1845 verfassten Thesen über Feuerbach von Engels redigiert abgedruckt.